# سیارک ۸۰۱۸۴
سیارک ۸۰۱۸۴ (به انگلیسی: 80184 Hekigoto، نامگذاری:1999VX22) هشتاد هزار و صد و هشتاد و چهارمین سیارک کشف شده‌است که در ۱۰ نوامبر ۱۹۹۹ کشف شد.